# I liga brazylijska w piłce nożnej (2012)
Campeonato Brasileiro Série A w roku 2012 był czterdziestym pierwszym sezonem rozgrywek o mistrzostwo Brazylii. Po raz czwarty w historii mistrzem Brazylii zostało Fluminense FC, natomiast wicemistrzem Brazylii zostało Atlético Mineiro. Królem strzelców rozgrywek został Fred z Fluminense FC.
Do Copa Libertadores w roku 2013 zakwalifikowały się następujące kluby:
- Fluminense FC (mistrz Brazylii)
- Atlético Mineiro (wicemistrz Brazylii)
- Grêmio Porto Alegre (3 miejsce – runda wstępna)
- São Paulo (4 miejsce – runda wstępna)
- SE Palmeiras (zdobywca Copa do Brasil)
- Corinthians Paulista (zdobywca Copa Libertadores 2012)

Cztery ostatnie w tabeli kluby spadły do drugiej ligi (Campeonato Brasileiro Série B):
- Sport Recife
- SE Palmeiras
- Atlético Goianiense
- Figueirense FC

Na miejsce spadkowiczów awansowały cztery najlepsze kluby drugiej ligi:
- Goiás EC
- Criciúma
- Athletico Paranaense
- EC Vitória

## Drużyny
| Uczestnicy poprzedniej edycji                                                                                 | Uczestnicy poprzedniej edycji | Uczestnicy poprzedniej edycji | Uczestnicy poprzedniej edycji |
| --- | ----------------------------- | ----------------------------- | ----------------------------- |
| COR | SC Corinthians Paulista       | 1                             |                               |
| VAS | CR Vasco da Gama              | 2                             |                               |
| FLU | Fluminense FC                 | 3                             |                               |
| FLA | CR Flamengo                   | 4                             |                               |
| IPA | SC Internacional              | 5                             |                               |
| SPA | São Paulo FC                  | 6                             |                               |
| FIG | Figueirense FC                | 7                             |                               |
| CFC | Coritiba FBC                  | 8                             |                               |
| BOT | Botafogo FR                   | 9                             |                               |
| SFC | Santos FC                     | 10                            |                               |
| PAL | SE Palmeiras                  | 11                            |                               |
| GPA | Grêmio Porto Alegre           | 12                            |                               |
| ATG | Atlético Goianiense           | 13                            |                               |
| BAH | EC Bahia                      | 14                            |                               |
| ATM | Atlético Mineiro              | 15                            |                               |
| CRU | Cruzeiro EC                   | 16                            |                               |
| Spadek z Campeonato Brasileiro Série A                                                                        |                               |                               |                               |
| ATP | Athletico Paranaense          | 17                            |                               |
| CEA | Ceará SC                      | 18                            |                               |
| AMG | América FC                    | 19                            |                               |
| AVF | Avaí FC                       | 20                            |                               |
| Awans z Campeonato Brasileiro Série B                                                                         |                               |                               |                               |
| POR | Portuguesa                    | 1                             |                               |
| NAU | Náutico                       | 2                             |                               |
| POP | AA Ponte Preta                | 3                             |                               |
| SRE | Sport Recife                  | 4                             |                               |
| Oznaczenia: - kolumna pierwsza – skróty nazw drużyn, - kolumna trzecia – miejsce zajęte w poprzednim sezonie. |                               |                               |                               |

## Stadiony
| Lp. | Miasto         | Stadion             | Klub                                           | Pojemność | Zdjęcie |
| --- | -------------- | ------------------- | ---------------------------------------------- | --------- | ------- |
| 1   | Barueri        | Arena Barueri       | SE Palmeiras                                   | 31.452    |         |
| 2   | Belo Horizonte | Independência       | Atlético Mineiro Cruzeiro EC                   | 32.721    |         |
| 3   | Campinas       | Orlando Scarpelli   | AA Ponte Preta                                 | 19.728    |         |
| 4   | Florianópolis  | Majestoso           | Figueirense FC                                 | 19.069    |         |
| 5   | Goiânia        | Serra Dourada       | Atlético Goianiense                            | 50.049    |         |
| 6   | Kurytyba       | Couto Pereira       | Coritiba FBC                                   | 37.182    |         |
| 7   | Porto Alegre   | Beira-Rio           | SC Internacional                               | 56.000    |         |
| 8   | Porto Alegre   | Olímpico Monumental | Grêmio Porto Alegre                            | 45.000    |         |
| 9   | Recife         | Aflitos             | Náutico                                        | 19.800    |         |
| 10  | Recife         | Ilha do Retiro      | Sport Recife                                   | 35.000    |         |
| 11  | Rio de Janeiro | Engenhão            | Botafogo FR CR Flamengo Fluminense FC          | 46.931    |         |
| 12  | Rio de Janeiro | São Januário        | CR Vasco da Gama                               | 20.150    |         |
| 13  | Salvador       | Roberto Santos      | EC Bahia                                       | 32.157    |         |
| 14  | Santos         | Vila Belmiro        | Santos FC                                      | 20.120    |         |
| 15  | São Paulo      | Morumbi             | São Paulo FC                                   | 67.428    |         |
| 16  | São Paulo      | Pacaembu            | SC Corinthians Paulista SE Palmeiras Santos FC | 37.952    |         |
| 17  | São Paulo      | Canindé             | Portuguesa                                     | 21.004    |         |

## Zmiany trenerów
| Klub             | Były trener         | Powód odejścia           | Data zmiany          | Nowy trener       |
| ---------------- | ------------------- | ------------------------ | -------------------- | ----------------- |
| Atlético-GO      | Adílson Batista     | Zwolnienie               | 29 maja 2012         | Hélio dos Anjos   |
| São Paulo        | Emerson Leão        | Zwolnienie               | 26 czerwca 2012      | Ney Franco        |
| Atlético-GO      | Hélio dos Anjos     | Rezygnacja               | 9 lipca 2012         | Arthur Neto       |
| EC Bahia         | Falcão              | Zwolnienie               | 20 lipca 2012        | Caio Júnior       |
| SC Internacional | Dorival Júnior      | Zwolnienie               | 20 lipca 2012        | Fernandão         |
| Figueirense      | Argélico Fucks      | Zwolnienie               | 20 lipca 2012        | Hélio dos Anjos   |
| CR Flamengo      | Joel Santana        | Zwolnienie               | 23 lipca 2012        | Dorival Júnior    |
| Sport            | Vágner Mancini      | Rezygnacja               | 11 sierpnia 2012     | Waldemar Lemos    |
| Figueirense      | Hélio dos Anjos     | Zwolnienie               | 24 sierpnia 2012     | Márcio Goiano     |
| EC Bahia         | Caio Júnior         | Rezygnacja               | 27 sierpnia 2012     | Jorginho          |
| Coritiba         | Marcelo Oliveira    | Rezygnacja               | 6 września 2012      | Marquinhos Santos |
| CR Vasco da Gama | Cristóvão           | Rezygnacja               | 10 września 2012     | Marcelo Oliveira  |
| SE Palmeiras     | Luiz Felipe Scolari | Zwolnienie               | 13 września 2012     | Gilson Kleina     |
| Ponte Preta      | Gilson Kleina       | Odejście do SE Palmeiras | 13 września 2012     | Guto Ferreira     |
| Sport            | Waldemar Lemos      | Zwolnienie               | 6 października 2012  | Sérgio Guedes     |
| Atlético-GO      | Arthur Neto         | Zwolnienie               | 22 października 2012 | Jairo Araújo      |
| CR Vasco da Gama | Marcelo Oliveira    | Rezygnacja               | 5 listopada 2012     | Gaúcho            |
| Figueirense      | Márcio Goiano       | Zwolnienie               | 5 listopada 2012     | Fernando Gil      |
| SC Internacional | Fernandão           | Zwolnienie               | 20 listopada 2012    | Osmar Loss        |

## Rozgrywki

### Tabela
| Lp. | Drużyna                 | M  | Z  | R  | P  | B+ | B- | +/– | Pkt | Kwalifikacja lub spadek                                         |
| --- | ----------------------- | -- | -- | -- | -- | -- | -- | --- | --- | --------------------------------------------------------------- |
| 1   | Fluminense (M)          | 38 | 22 | 11 | 5  | 61 | 33 | +28 | 77  | Copa Libertadores • Faza grupowa                                |
| 2   | Atlético Mineiro        | 38 | 20 | 12 | 6  | 64 | 37 | +27 | 72  | Copa Libertadores • Faza grupowa                                |
| 3   | Grêmio                  | 38 | 20 | 11 | 7  | 56 | 33 | +23 | 71  | Copa Libertadores • Runda wstępna                               |
| 4   | São Paulo               | 38 | 20 | 6  | 12 | 59 | 37 | +22 | 66  | Copa Libertadores • Runda wstępna                               |
| 5   | Vasco da Gama           | 38 | 16 | 10 | 12 | 45 | 44 | +1  | 58  |                                                                 |
| 6   | Corinthians             | 38 | 15 | 12 | 11 | 51 | 39 | +12 | 57  | Copa Libertadores • Runda wstępna                               |
| 7   | Botafogo                | 38 | 15 | 10 | 13 | 60 | 50 | +10 | 55  |                                                                 |
| 8   | Santos                  | 38 | 13 | 14 | 11 | 50 | 44 | +6  | 53  |                                                                 |
| 9   | Cruzeiro                | 38 | 15 | 7  | 16 | 47 | 51 | −4  | 52  |                                                                 |
| 10  | Internacional           | 38 | 13 | 13 | 12 | 44 | 40 | +4  | 52  |                                                                 |
| 11  | Flamengo                | 38 | 12 | 14 | 12 | 38 | 45 | −7  | 50  |                                                                 |
| 12  | Náutico                 | 38 | 14 | 7  | 17 | 44 | 51 | −7  | 49  |                                                                 |
| 13  | Coritiba                | 38 | 14 | 6  | 18 | 53 | 60 | −7  | 48  |                                                                 |
| 14  | Ponte Preta             | 38 | 12 | 12 | 14 | 37 | 44 | −7  | 48  |                                                                 |
| 15  | Bahia                   | 38 | 11 | 14 | 13 | 37 | 41 | −4  | 47  |                                                                 |
| 16  | Portuguesa              | 38 | 10 | 15 | 13 | 39 | 41 | −2  | 45  |                                                                 |
| 17  | Sport do Recife (S)     | 38 | 10 | 11 | 17 | 39 | 56 | −17 | 41  | Campeonato Brasileiro Série B                                   |
| 18  | Palmeiras (P, S)        | 38 | 9  | 7  | 22 | 39 | 54 | −15 | 34  | Campeonato Brasileiro Série B Copa Libertadores • Runda wstępna |
| 19  | Atlético Goianiense (S) | 38 | 7  | 9  | 22 | 37 | 67 | −30 | 30  | Campeonato Brasileiro Série B                                   |
| 20  | Figueirense (S)         | 38 | 7  | 9  | 22 | 39 | 72 | −33 | 30  | Campeonato Brasileiro Série B                                   |

1. ↑  Corinthians kwalifikuje się do Copa Libertadores jako zdobywca Copa Libertadores 2012.
2. ↑  Palmeiras kwalifikuje się do Copa Libertadores jako zdobywca Pucharu Brazylii(inne języki).

### Wyniki
| Gospodarz \ Gość    | ACG | CAM | BAH | BOT | COR | CTB | CRU | FIG | FLA | FLU | GRE | INT | NAU | PAL | PON | POR | SAN | SPA | SPT | VAS |
| ------------------- | --- | --- | --- | --- | --- | --- | --- | --- | --- | --- | --- | --- | --- | --- | --- | --- | --- | --- | --- | --- |
| Atlético Goianiense |     | 1–1 | 0–1 | 1–2 | 0–2 | 1–2 | 0–2 | 3–2 | 1–2 | 1–4 | 0–1 | 3–1 | 0–1 | 2–1 | 1–1 | 1–1 | 2–1 | 4–3 | 0–1 | 0–1 |
| Atlético Mineiro    | 2–2 |     | 1–1 | 3–2 | 1–0 | 1–0 | 3–2 | 6–0 | 1–1 | 3–2 | 0–0 | 3–1 | 5–1 | 3–0 | 2–2 | 2–0 | 2–0 | 1–0 | 2–1 | 1–0 |
| Bahia               | 1–1 | 0–0 |     | 2–0 | 0–0 | 2–2 | 0–1 | 2–1 | 1–2 | 0–2 | 1–1 | 1–1 | 1–1 | 0–1 | 1–0 | 0–0 | 0–0 | 1–0 | 2–1 | 1–2 |
| Botafogo            | 4–0 | 2–3 | 3–0 |     | 2–2 | 2–0 | 2–3 | 1–0 | 0–0 | 1–1 | 0–1 | 1–1 | 3–1 | 1–2 | 1–2 | 3–0 | 0–2 | 4–2 | 2–0 | 3–2 |
| Corinthians         | 1–1 | 1–0 | 1–1 | 1–3 |     | 5–1 | 2–0 | 1–1 | 3–2 | 0–1 | 3–1 | 1–0 | 2–1 | 2–1 | 1–1 | 1–1 | 1–1 | 1–2 | 3–0 | 1–0 |
| Coritiba            | 3–0 | 1–0 | 2–1 | 2–3 | 1–2 |     | 4–0 | 3–0 | 3–0 | 0–2 | 2–1 | 1–0 | 2–1 | 1–1 | 1–0 | 2–0 | 1–2 | 1–1 | 2–3 | 1–2 |
| Cruzeiro            | 0–0 | 2–2 | 3–1 | 1–3 | 2–0 | 2–1 |     | 1–0 | 1–0 | 1–1 | 1–3 | 0–0 | 3–0 | 2–1 | 1–2 | 2–0 | 0–4 | 2–3 | 1–0 | 1–1 |
| Figueirense         | 3–1 | 3–4 | 1–1 | 0–2 | 1–0 | 3–1 | 2–0 |     | 0–2 | 2–2 | 2–4 | 0–1 | 2–1 | 1–3 | 0–0 | 0–0 | 1–3 | 0–2 | 1–1 | 1–1 |
| Flamengo            | 3–2 | 2–1 | 0–0 | 2–2 | 0–3 | 3–1 | 1–1 | 1–0 |     | 0–1 | 1–1 | 3–3 | 2–0 | 1–1 | 0–1 | 0–0 | 1–0 | 1–0 | 1–1 | 1–0 |
| Fluminense          | 1–2 | 0–0 | 4–0 | 1–0 | 1–1 | 2–1 | 0–2 | 2–2 | 1–0 |     | 2–2 | 0–0 | 2–1 | 1–0 | 2–1 | 4–1 | 3–1 | 2–1 | 1–0 | 1–2 |
| Grêmio              | 2–1 | 0–1 | 3–1 | 1–1 | 2–0 | 0–0 | 2–1 | 4–0 | 2–0 | 1–0 |     | 0–0 | 2–0 | 1–0 | 1–0 | 1–2 | 1–1 | 2–1 | 3–1 | 2–0 |
| Internacional       | 4–1 | 3–0 | 3–1 | 1–2 | 0–2 | 2–0 | 2–1 | 2–3 | 4–1 | 0–1 | 0–1 |     | 0–0 | 2–1 | 2–1 | 0–2 | 0–0 | 1–0 | 2–2 | 0–0 |
| Náutico             | 2–0 | 1–0 | 1–0 | 3–2 | 2–1 | 3–4 | 0–0 | 3–2 | 0–1 | 0–2 | 1–0 | 3–0 |     | 1–0 | 3–0 | 0–0 | 3–0 | 3–0 | 1–0 | 1–1 |
| Palmeiras           | 1–2 | 0–1 | 0–2 | 2–2 | 0–2 | 0–1 | 2–0 | 3–1 | 1–0 | 2–3 | 0–0 | 0–1 | 3–0 |     | 3–0 | 1–1 | 1–2 | 1–1 | 3–1 | 1–1 |
| Ponte Preta         | 3–1 | 0–1 | 0–2 | 0–0 | 1–0 | 4–1 | 1–0 | 2–2 | 2–2 | 1–2 | 0–0 | 1–0 | 2–1 | 1–0 |     | 2–1 | 1–0 | 0–0 | 1–1 | 0–0 |
| Portuguesa          | 2–0 | 1–1 | 0–1 | 1–1 | 1–1 | 3–0 | 0–2 | 2–0 | 0–0 | 0–2 | 2–2 | 1–1 | 3–1 | 3–0 | 0–0 |     | 0–0 | 1–0 | 5–1 | 0–1 |
| Santos              | 2–2 | 2–2 | 1–3 | 0–0 | 3–2 | 2–2 | 4–2 | 2–0 | 2–0 | 1–1 | 4–2 | 1–1 | 0–0 | 3–1 | 2–1 | 1–3 |     | 0–0 | 0–0 | 2–0 |
| São Paulo           | 2–0 | 1–0 | 1–0 | 4–0 | 3–1 | 3–1 | 1–0 | 2–0 | 4–1 | 1–1 | 1–2 | 1–1 | 2–1 | 3–0 | 3–0 | 3–1 | 1–0 |     | 1–0 | 0–1 |
| Sport Recife        | 0–0 | 1–4 | 1–1 | 2–0 | 1–1 | 1–0 | 2–1 | 0–1 | 1–1 | 1–1 | 1–3 | 0–2 | 0–0 | 2–1 | 3–1 | 2–1 | 2–1 | 2–4 |     | 0–2 |
| Vasco da Gama       | 1–0 | 1–1 | 0–4 | 1–0 | 0–0 | 2–2 | 1–3 | 3–1 | 1–1 | 1–2 | 2–1 | 1–2 | 4–2 | 3–1 | 3–2 | 2–0 | 2–0 | 0–2 | 0–3 |     |

### Najlepsi strzelcy
| # | Piłkarz       | Klub             | Gole |
| - | ------------- | ---------------- | ---- |
| 1 | Fred          | Fluminense FC    | 20   |
| 2 | Luís Fabiano  | São Paulo        | 17   |
| 3 | Aloísio       | Figueirense      | 14   |
| 3 | Hernán Barcos | SE Palmeiras     | 14   |
| 3 | Bruno Mineiro | Portuguesa       | 14   |
| 3 | Neymar        | Santos FC        | 14   |
| 7 | Kieza         | Náutico          | 13   |
| 7 | Vágner Love   | CR Flamengo      | 13   |
| 9 | Bernard       | Atlético Mineiro | 11   |
| 9 | Elkeson       | Botafogo         | 11   |

Źródło: .